# Helen Meier
Helen Meier (* 17. April 1929 in Mels, Kanton St. Gallen; † 13. Februar 2021 in Trogen, Kanton Appenzell Ausserrhoden) war eine Schweizer Schriftstellerin.

## Leben
Helen Meiers Vater war Dorfschullehrer. Sie besuchte das Lehrerseminar in Rorschach und war anschliessend als Primarlehrerin tätig. Nach Arbeitsaufenthalten in England, Frankreich und Italien studierte sie Sprachen und Pädagogik an der Universität Freiburg. Sie arbeitete in der Flüchtlingshilfe des Schweizerischen Roten Kreuzes und war Sonderschullehrerin in Heiden. 
1984 wurde sie an den Klagenfurter Literaturtagen entdeckt und erhielt dort einen Preis für ihre Erzählung Lichtempfindlich. Sie lebte als freie Schriftstellerin in Trogen, wo sie im Februar 2021 im Alter von 91 Jahren in einem Altersheim starb.
Helen Meiers Prosa schildert vorwiegend das Innenleben von Personen, die unter fehlgeschlagenen Lebensläufen und unerfüllter Liebe leiden. Ein weiteres wichtiges Thema in ihren Werken ist die Erfahrung des Alterns.
Ihr Archiv befindet sich im Schweizerischen Literaturarchiv in Bern.

## Auszeichnungen
- 1984: Ernst-Willner-Stipendium
- 1985: Rauriser Literaturpreis
- 1985: Preis der Schweizerischen Schillerstiftung
- 2000: Preis der Schweizerischen Schillerstiftung
- 2000: Werkbeitrag der Stiftung Pro Helvetia
- 2000: Droste-Preis der Stadt Meersburg
- 2001: Kulturpreis des Kantons St. Gallen
- 2017: Kulturpreis des Kantons Appenzell Ausserrhoden[3]

## Werke
- Trockenwiese. Geschichten. Ammann, Zürich 1984, ISBN 3-250-10029-3; Fischer Taschenbuch, Frankfurt am Main 1986, ISBN 3-596-25455-8.
- Das einzige Objekt in Farbe. 13 neue Geschichten. Ammann, Zürich 1985, ISBN 3-250-01055-3; Fischer Taschenbuch, Frankfurt am Main 1988, ISBN 3-596-29165-8.
- Das Haus am See. Geschichten. Ammann, Zürich 1987, ISBN 3-250-10045-5; Fischer Taschenbuch, Frankfurt am Main 1989, ISBN 3-596-29256-5.
- Das Gelächter. Ein Lesebissen. Ammann, Zürich 1989, ISBN 3-250-00003-5.
- Lebenleben. Roman. Ammann, Zürich 1989, ISBN 3-250-10125-7; Fischer Taschenbuch, Frankfurt am Main 1994, ISBN 3-596-10276-6.
- Der Thurgau und seine Menschen. Mit Fotografien von Hans Baumgartner. Huber, Frauenfeld 1990, ISBN 3-7193-1047-7.
- Die Suche nach dem Paradies. 36 Photographien aus dem Appenzellerland (mit Lukas Hafner). Hafner, Heiden 1991, ISBN 3-9520135-0-1.
- Nachtbuch. Geschichten. Ammann, Zürich 1992, ISBN 3-250-10169-9.
- Die Thur. Von der Quelle bis zur Mündung. (Mit Dieter Berke und Heidi Steiger). Huber, Frauenfeld 1992, ISBN 3-7193-1071-X.
- Die Novizin. Roman. Ammann, Zürich 1995, ISBN 3-250-10253-9; Fischer Taschenbuch, Frankfurt am Main 1998, ISBN 3-596-14057-9.
- Letzte Warnung. Geschichten. Ammann, Zürich 1996, ISBN 3-250-10308-X; Suhrkamp, Frankfurt am Main 2002, ISBN 3-518-39901-2.
- Liebe Stimme. Geschichten. Ammann, Zürich 2000, ISBN 3-250-10412-4.
- Adieu, Herr Landammann! Sieben Begegnungen mit Jacob Zellweger-Zuberbühler. Appenzeller Verlag, Herisau 2001, ISBN 3-85882-324-4.
- Schlafwandel. Eine Erzählung. Ammann, Zürich 2006, ISBN 3-250-60089-X.
- Kleine Beweise der Freundschaft. Geschichten und Texte. Xanthippe, Zürich 2014, ISBN 978-3-905795-32-5.
- Die Agonie des Schmetterlings. Böse Geschichten. Unveröffentlichte frühe Texte. Xanthippe, Zürich 2015, ISBN 978-3-905795-46-2.
- Übung im Torkeln entlang des Falls. Ein Lesebuch. Herausgegeben und mit einer Helen-Meier-Biographie versehen von Charles Linsmayer. Huber, Frauenfeld 2017, ISBN 978-3-7193-1600-6.
- Der weisse Vogel, der Hut und die Prinzessin. 23 Märchen. Illustr. von Verena Monkewitz und hg. von Charles Linsmayer. Xanthippe, Zürich 2019, ISBN 978-3-905795-64-6.